# Alliopsis subsinuata
Alliopsis subsinuata este o specie de muște din genul Alliopsis, familia Anthomyiidae, descrisă de Fan în anul 1986.
Este endemică în Sichuan. Conform Catalogue of Life specia Alliopsis subsinuata nu are subspecii cunoscute.